# 布拉格日本人学校

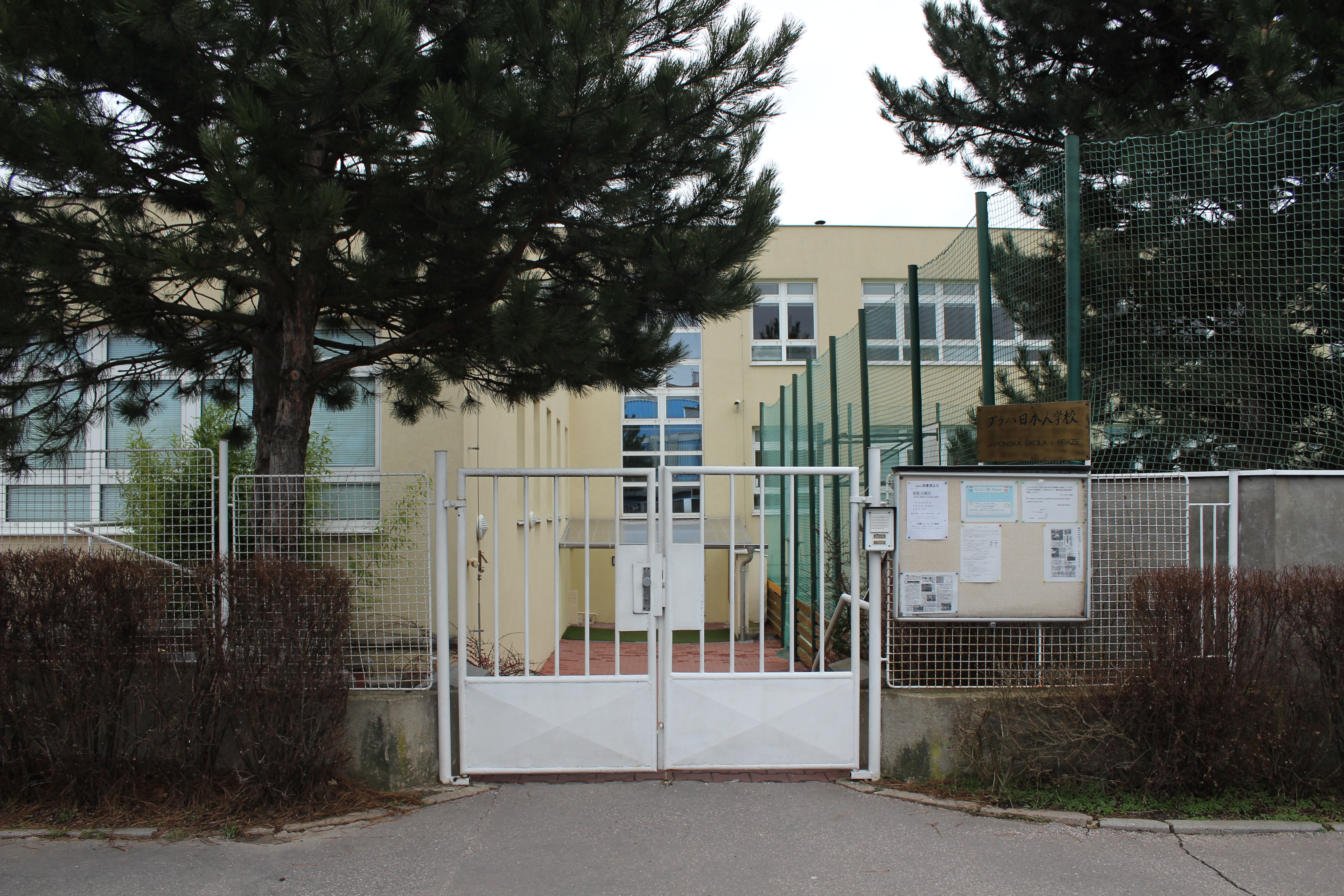
布拉格日本人学校

布拉格日本人学校（捷克語：Japonská škola v Praze，日本語： プラハ日本人学校）是位于捷克首都布拉格第6区热皮的一座日本人学校。该学校隶属于日本驻捷克大使馆。
该学校开办于1980年（昭和55年）4月28日，早在1972年制定的教育计划中，日方就把建立该学校纳入了日程。